# Берлин-Восточный

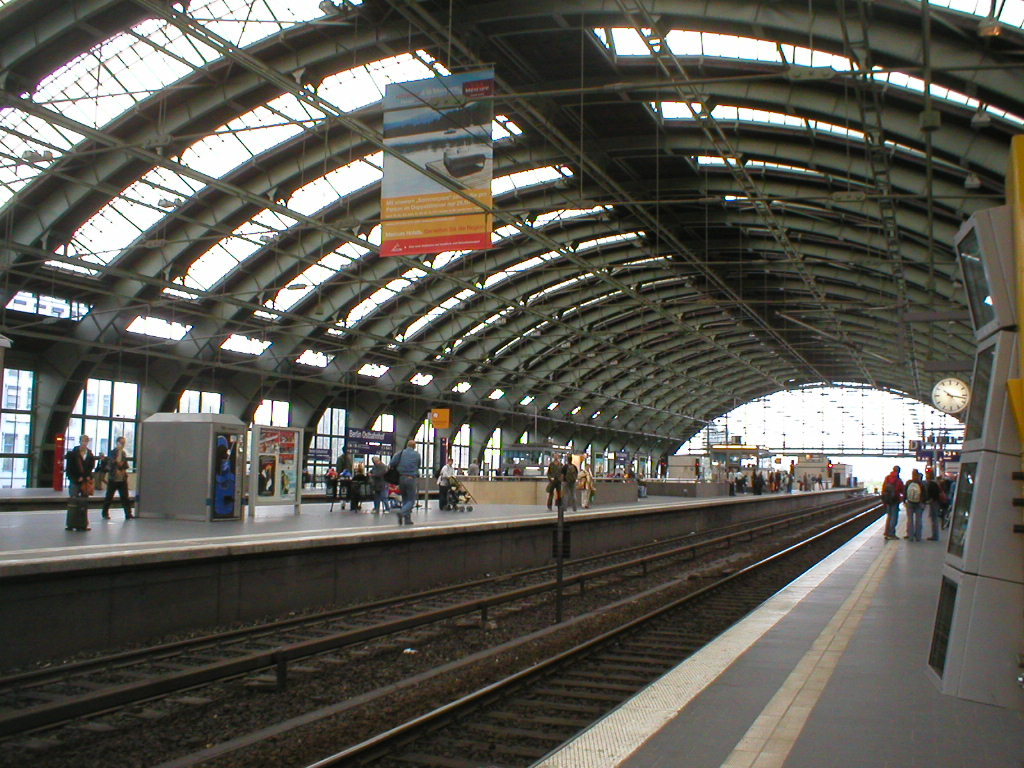
Северный крытый перрон Восточного вокзала

Берлин-Восточный (нем. Berlin Ostbahnhof) — железнодорожный вокзал, крупный транспортный узел германской столицы, который за свою историю часто менял своё название. Сначала он именовался Силезским, во времена ГДР он был Восточным, а с 15 декабря 1987 года по 24 мая 1998 года он носил название «Центральный вокзал». 

## История
Вокзал открылся в 1842 году под названием Франкфуртский вокзал и являлся западной конечной точкой Франкфуртской железной дороги, которая вела к Франкфурту-на-Одере. Это имя вокзал сохранил до 1845 года, пока в результате слияния Франкфуртской железной дороги с Нижнесилезско-Бранденбургской железной дорогой он не был переименован в Нижнесилезско-Бранденбургский вокзал. В 1852 году, после того, как железная дорога перешла в собственность прусского государства, вокзал был вновь переименован и стал Силезским. Берлинцы дали вокзалу название «Католический». Тупиковый Силезский вокзал в 1882 году стал сквозным вследствие строительства в Берлине линии городской электрички.
В 1950 году, после признания ГДР границы по Одеру и Нейсе, Силезский вокзал стал называться Восточным. Другим подобного рода переименованием по политическим причинам было превращение Штеттинского вокзала в Северный.
Во времена ГДР вокзал использовался преимущественно для международного сообщения со Скандинавией, Балканским полуостровом, Прагой, Будапештом и Веной. В 1987 году вопреки транспортному договору ГДР переименовала Восточный вокзал в Центральный.
24 мая 1998 года вокзалу было возвращено название «Восточный». В настоящее время в комплекс Восточного вокзала помимо модернизированного здания входят ещё и гостиницы сети InterCity и две большие офисные башни с западной стороны. Из девяти путей вокзала четыре эксплуатируются городской электричкой.
После открытия нового Центрального железнодорожного вокзала Берлина через Остбанхоф проходит мало поездов ICE. Здесь останавливаются региональные экспрессы, следующие с вокзалов Потсдама, Шпандау, Кёнигс-Вустерхаузена и аэропорта Шёнефельд.